# Antirevoluční strana
Antirevoluční strana (Anti-Revolutionaire Partij, ARP) byla nizozemská protestantsky orientovaná politická strana, která se v roce 1980 sloučila s dalšími dvěma konfesně zaměřenými subjekty Katolickou lidovou stranou (KVP) a Křesťanskou historickou unií (CHU) do nové centristické strany Křesťanskodemokratická výzva (CDA).

## Historie

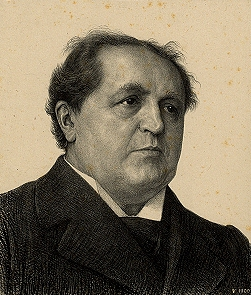
Abraham Kuyper

ARP byla nejstarší nizozemskou stranou. Vznikla v roce 1879 a byla vedená jejím zakladatelem Abrahamem Kuyperem. V první polovině 20. století nejvíce artikulovala zájmy kalvinistických voličů. Po roce 1917 nikdy nezískala více než 20 % hlasů, přesto byl její vliv na politickou a celospolečenskou scénu větší. Měla silně tradiční a konzervativní charakter, jenž také přetrvává až do současnosti mezi členy, kteří jsou součástí CDA.
Současný premiér Jan Peter Balkenende, který vede již svou čtvrtou nizozemskou vládu pochází z rodiny, jejíž členové byli tradičně ve straně ARP.

## Název strany
Název strany vychází z odporu k myšlenkám Velké francouzské revoluce.

## Politická reprezentace
Legenda
- Rok – rok, ve wikifikovaném roku (modrý) se konaly volby
- SR – počet zvolených poslanců do Sněmovny reprezentantů (dolní komory)
- S – počet zvolených senátorů do Senátu (horní komory)
- Šéf poslaneckého klubu – předseda poslaneckého klubu strany, má silné postavení díky nizozemskému politickému systému
- Volební lídr – vedoucí představitel strany na kandidátce při parlamentních volbách, po volbách dle výsledku se může stát premiérem, pministrem, předsedou poslaneckého klubu
- Účast na vládě – ukazuje účast strany ve vládní koalici, pokud se jí účastnila, pak je zde jméno hlavního ministra za stranu (premiér - osoba je/byla předsedou vlády), nebo strana byla v opozici (v opozici)
- Členů – počet členů strany

| Rok   | SR              | S               | Šéf poslaneckého klubu          | Volební lídr                                   | Účast na vládě                    | Členů   |
| ----- | --------------- | --------------- | ------------------------------- | ---------------------------------------------- | --------------------------------- | ------- |
| 1879  | 13              | 0               | Abraham Kuyper                  | n/a                                            | v opozici                         | neznámo |
| 1880  | 13              | 0               | Abraham Kuyper                  | n/a                                            | v opozici                         | neznámo |
| 1881  | 16              | 0               | Abraham Kuyper                  | n/a                                            | v opozici                         | neznámo |
| 1882  | 19              | 0               | Abraham Kuyper                  | n/a                                            | v opozici                         | neznámo |
| 1883  | 18              | 0               | Abraham Kuyper                  | n/a                                            | v opozici                         | neznámo |
| 1884  | 21              | 0               | Abraham Kuyper                  | n/a                                            | v opozici                         | neznámo |
| 1885  | 21              | 0               | Abraham Kuyper                  | n/a                                            | v opozici                         | neznámo |
| 1886  | 18              | 1               | Abraham Kuyper                  | n/a                                            | v opozici                         | neznámo |
| 1887  | 18              | 1               | Abraham Kuyper                  | n/a                                            | v opozici                         | neznámo |
| 1888  | 27 (31.4%)      | 1               | Abraham Kuyper                  | n/a                                            | Aeneas baron Mackay (PM)          | neznámo |
| 1889  | 27              | 1               | Abraham Kuyper                  | n/a                                            | Aeneas baron Mackay (PM)          | neznámo |
| 1890  | 27              | 1               | Abraham Kuyper                  | n/a                                            | Aeneas baron Mackay (PM)          | neznámo |
| 1891  | 21 (29.5%)      | 1               | Abraham Kuyper                  | n/a                                            | v opozici                         | neznámo |
| 1892  | 21              | 2               | Abraham Kuyper                  | n/a                                            | v opozici                         | neznámo |
| 1893  | 21              | 3               | Abraham Kuyper                  | n/a                                            | v opozici                         | neznámo |
| 1894  | 15 (17.1%)      | 2               | Abraham Kuyper                  | n/a                                            | v opozici                         | neznámo |
| 1895  | 15              | 2               | Abraham Kuyper                  | n/a                                            | v opozici                         | neznámo |
| 1896  | 15              | 3               | Abraham Kuyper                  | n/a                                            | v opozici                         | neznámo |
| 1897  | 17 (26.2%)      | 3               | Abraham Kuyper                  | n/a                                            | v opozici                         | neznámo |
| 1898  | 17              | 1               | Abraham Kuyper                  | n/a                                            | v opozici                         | neznámo |
| 1899  | 17              | 3               | Abraham Kuyper                  | n/a                                            | v opozici                         | neznámo |
| 1900  | 17              | 3               | Abraham Kuyper                  | n/a                                            | v opozici                         | neznámo |
| 1901  | 23 (27.4%)      | 4               | Jan van Alphen                  | n/a                                            | Abraham Kuyper (PM)               | neznámo |
| 1902  | 23              | 5               | Jan van Alphen                  | n/a                                            | Abraham Kuyper (PM)               | neznámo |
| 1903  | 23              | 5               | Theo Heemskerk                  | n/a                                            | Abraham Kuyper (PM)               | neznámo |
| 1904  | 23              | 8               | Theo Heemskerk                  | n/a                                            | Abraham Kuyper (PM)               | neznámo |
| 1905  | 15 (24.7%)      | 10              | Theo Heemskerk                  | n/a                                            | v opozici                         | neznámo |
| 1906  | 15              | 9               | Theo Heemskerk                  | n/a                                            | v opozici                         | neznámo |
| 1907  | 15              | 9               | Theo Heemskerk                  | n/a                                            | v opozici                         | neznámo |
| 1908  | 15              | 9               | Abraham Kuyper                  | n/a                                            | Theo Heemskerk (PM)               | neznámo |
| 1909  | 25 (27.9%)      | 9               | Abraham Kuyper                  | n/a                                            | Theo Heemskerk (PM)               | neznámo |
| 1910  | 25              | 10              | Abraham Kuyper                  | n/a                                            | Theo Heemskerk (PM)               | neznámo |
| 1911  | 25              | 10              | Abraham Kuyper                  | n/a                                            | Theo Heemskerk (PM)               | neznámo |
| 1912  | 25              | 10              | Abraham Kuyper                  | n/a                                            | Theo Heemskerk (PM)               | neznámo |
| 1913  | 11 (21.5%)      | 10              | Gerrit Middelberg               | n/a                                            | v opozici                         | neznámo |
| 1914  | 11              | 10              | Coenraad van der Voort van Zijp | n/a                                            | v opozici                         | neznámo |
| 1915  | 11              | 10              | Coenraad van der Voort van Zijp | n/a                                            | v opozici                         | neznámo |
| 1916  | 11              | 9               | Victor Rutgers                  | n/a                                            | opposition                        | neznámo |
| 1917  | 11              | 10              | Victor Rutgers                  | n/a                                            | v opozici                         | neznámo |
| 1918  | 13              | 9               | Victor Rutgers                  | větší počet                                    | Theo Heemskerk                    | neznámo |
| 1919  | 13              | 9               | Victor Rutgers                  | volby se nekonaly                              | Theo Heemskerk                    | neznámo |
| 1920  | 13              | 10              | Victor Rutgers                  | volby se nekonaly                              | Theo Heemskerk                    | neznámo |
| 1921  | 13              | 10              | Victor Rutgers                  | volby se nekonaly                              | Theo Heemskerk                    | neznámo |
| 1922  | 16              | 15              | Hendrikus Colijn                | větší počet Colijn, Schouten a Heemskerk       | Theo Heemskerk                    | neznámo |
| 1923  | 16              | 15              | Victor Rutgers                  | volby se nekonaly                              | Hendrikus Colijn                  | neznámo |
| 1924  | 16              | 10              | Victor Rutgers                  | volby se nekonaly                              | Hendrikus Colijn                  | neznámo |
| D1925 | 13              | 9               | Theo Heemskerk                  | Hendrikus Colijn                               | Hendrikus Colijn                  | neznámo |
| 1926  | 13              | 9               | Theo Heemskerk                  | volby se nekonaly                              | Hendrikus Colijn                  | neznámo |
| 1927  | 13              | 7               | Theo Heemskerk                  | volby se nekonaly                              | Jan Donner                        | neznámo |
| 1928  | 13              | 7               | Theo Heemskerk                  | volby se nekonaly                              | Jan Donner                        | neznámo |
| 1929  | 12              | 7               | Hendrikus Colijn                | více včetně Colijn                             | Jan Donner                        | neznámo |
| 1930  | 12              | 7               | Hendrikus Colijn                | volby se nekonaly                              | Jan Donner                        | neznámo |
| 1931  | 12              | 7               | Hendrikus Colijn                | volby se nekonaly                              | Jan Donner                        | neznámo |
| 1932  | 12              | 7               | Hendrikus Colijn                | volby se nekonaly                              | Jan Donner                        | neznámo |
| 1933  | 14              | 7               | Jan Schouten                    | Hendrikus Colijn                               | Hendrikus Colijn (PM)             | neznámo |
| 1934  | 14              | 7               | Jan Schouten                    | volby se nekonaly                              | Hendrikus Colijn (PM)             | neznámo |
| 1935  | 14              | 7               | Jan Schouten                    | volby se nekonaly                              | Hendrikus Colijn (PM)             | neznámo |
| 1936  | 14              | 7               | Jan Schouten                    | volby se nekonaly                              | Hendrikus Colijn (PM)             | neznámo |
| 1937  | 17              | 8               | Jan Schouten                    | Hendrikus Colijn                               | Hendrikus Colijn (PM)             | neznámo |
| 1938  | 17              | 8               | Jan Schouten                    | volby se nekonaly                              | Hendrikus Colijn (PM)             | neznámo |
| 1939  | 17              | 8               | Jan Schouten                    | volby se nekonaly                              | Pieter Gerbrandy (jako nezávislý) | neznámo |
| 1940  | Německá okupace | Německá okupace | Německá okupace                 | Německá okupace                                | Pieter Gerbrandy (PM)             | neznámo |
| 1941  | Německá okupace | Německá okupace | Německá okupace                 | Německá okupace                                | Pieter Gerbrandy (PM)             | neznámo |
| 1942  | Německá okupace | Německá okupace | Německá okupace                 | Německá okupace                                | Pieter Gerbrandy (PM)             | neznámo |
| 1943  | Německá okupace | Německá okupace | Německá okupace                 | Německá okupace                                | Pieter Gerbrandy (PM)             | neznámo |
| 1944  | Německá okupace | Německá okupace | Německá okupace                 | Německá okupace                                | Pieter Gerbrandy (PM)             | neznámo |
| 1945  | 17              | 7               | Jan Schouten                    | volby se nekonaly                              | Jo Meynen (jako nezávislý)        | neznámo |
| 1946  | 13              | 7               | Jan Schouten                    | Jan Schouten                                   | v opozici                         | 86.500  |
| 1947  | 13              | 7               | Jan Schouten                    | volby se nekonaly                              | v opozici                         | neznámo |
| 1948  | 13              | 7               | Jan Schouten                    | Jan Schouten                                   | v opozici                         | neznámo |
| 1949  | 13              | 7               | Jan Schouten                    | volby se nekonaly                              | v opozici                         | neznámo |
| 1950  | 13              | 7               | Jan Schouten                    | volby se nekonaly                              | v opozici                         | 102.737 |
| 1951  | 13              | 7               | Jan Schouten                    | volby se nekonaly                              | Lubertus Götzen (jako nezávislý)  | neznámo |
| 1952  | 12              | 7               | Jan Schouten                    | Jan Schouten                                   | Jelle Zijlstra                    | neznámo |
| 1953  | 12              | 7               | Jan Schouten                    | volby se nekonaly                              | Jelle Zijlstra                    | neznámo |
| 1954  | 12              | 7               | Jan Schouten                    | volby se nekonaly                              | Jelle Zijlstra                    | neznámo |
| 1955  | 12              | 7               | Jan Schouten                    | volby se nekonaly                              | Jelle Zijlstra                    | 98.028  |
| 1956  | 15              | 8               | Sieuwert Bruins Slot            | Jelle Zijlstra                                 | Jelle Zijlstra                    | 95.038  |
| 1957  | 15              | 8               | Sieuwert Bruins Slot            | volby se nekonaly                              | Jelle Zijlstra                    | 97.186  |
| 1958  | 15              | 8               | Sieuwert Bruins Slot            | volby se nekonaly                              | Jelle Zijlstra                    | 99.340  |
| 1959  | 14              | 8               | Sieuwert Bruins Slot            | Jelle Zijlstra                                 | Jelle Zijlstra                    | 99.613  |
| 1960  | 14              | 8               | Sieuwert Bruins Slot            | volby se nekonaly                              | Jelle Zijlstra                    | 97.980  |
| 1961  | 14              | 8               | Sieuwert Bruins Slot            | volby se nekonaly                              | Jelle Zijlstra                    | 98.544  |
| 1962  | 14              | 8               | Sieuwert Bruins Slot            | volby se nekonaly                              | Jelle Zijlstra                    | 100.847 |
| 1963  | 13              | 7               | Henk van Eijsden                | více včetně Biesheuvel Smallenbroek a Roolvink | Barend Biesheuvel                 | 98.016  |
| 1964  | 13              | 7               | Jan Smallenbroek                | volby se nekonaly                              | Barend Biesheuvel                 | 95.796  |
| 1965  | 13              | 7               | Bauke Roolvink                  | volby se nekonaly                              | Barend Biesheuvel                 | 94.164  |
| 1966  | 13              | 7               | Bauke Roolvink                  | 'volby se nekonaly                             | Jelle Zijlstra (PM)               | 93.398  |
| 1967  | 15              | 7               | Barend Biesheuvel               | Barend Biesheuvel                              | Joop Bakker                       | 90.904  |
| 1968  | 15              | 7               | Barend Biesheuvel               | volby se nekonaly                              | Joop Bakker                       | 87.378  |
| 1969  | 15              | 7               | Barend Biesheuvel               | volby se nekonaly                              | Joop Bakker                       | 83.127  |
| 1970  | 15              | 7               | Barend Biesheuvel               | volby se nekonaly                              | Joop Bakker                       | 80.695  |
| 1971  | 13              | 7               | Willem Aantjes                  | Barend Biesheuvel                              | Barend Biesheuvel (PM)            | 74.118  |
| 1972  | 14              | 7               | Willem Aantjes                  | Barend Biesheuvel                              | Barend Biesheuvel (PM)            | neznámo |
| 1973  | 14              | 7               | Willem Aantjes                  | volby se nekonaly                              | Wilhelm de Gaay Fortman           | 69.742  |
| 1974  | 14              | 6               | Willem Aantjes                  | volby se nekonaly                              | Wilhelm de Gaay Fortman           | 61.116  |
| 1975  | 14              | 6               | Willem Aantjes                  | volby se nekonaly                              | Wilhelm de Gaay Fortman           | 61.761  |
| 1976  | 14              | 6               | Willem Aantjes                  | volby se nekonaly                              | Wilhelm de Gaay Fortman           | 59.495  |

### Lokální a provinční úroveň politiky
Strana byla nejúspěšnější v obecních a provinčních volbách, respektive v jejich radách a vládách. Nejsilnější v rámci země byla ve Frísku, Overijsselu, Zeelandu a Veluwe.